# Farmersville (Ohio)
Farmersville es una villa ubicada en el condado de Montgomery en el estado estadounidense de Ohio. En el Censo de 2010 tenía una población de 1009 habitantes y una densidad poblacional de 544,86 personas por km².

## Geografía
Farmersville se encuentra ubicada en las coordenadas 39°40′43″N 84°25′39″O / 39.67861, -84.42750. Según la Oficina del Censo de los Estados Unidos, Farmersville tiene una superficie total de 1.85 km², de la cual 1.85 km² corresponden a tierra firme y (0%) 0 km² es agua.

## Demografía
Según el censo de 2010, había 1009 personas residiendo en Farmersville. La densidad de población era de 544,86 hab./km². De los 1009 habitantes, Farmersville estaba compuesto por el 97.62% blancos, el 0% eran afroamericanos, el 0% eran amerindios, el 0.2% eran asiáticos, el 0% eran isleños del Pacífico, el 0.2% eran de otras razas y el 1.98% pertenecían a dos o más razas. Del total de la población el 0.59% eran hispanos o latinos de cualquier raza.